# Usu (Insel)
Usu ist eine indonesische Insel im Timorarchipel (Kleine Sundainseln). Sie gehört zum Distrikt (Kecamatan) Landu Leko, Kabupaten (Regierungsbezirk) Rote Ndao in der Provinz Ost-Nusa Tenggara.
Usu liegt direkt vor der Nordostküste der Insel Roti, getrennt durch die Straße von Usu. Der Hauptort heißt Usulain an der Ostküste. Weitere Orte sind Sulain im Norden und Airani im Süden. Usu hat eine Fläche von 1940 ha.